# Schwarzer Buchtschienenbock
Der Schwarze Buchtschienenbock (Stenocorus quercus, Syn.: Anisorus quercus) ist ein Käfer aus der Familie der Bockkäfer und der Unterfamilie Lepturinae.

## Merkmale
Die Käfer besitzen eine Körperlänge von 12–21 mm. Die Art ist in der Färbung variabel. Kopf, Fühler und Beine sind gewöhnlich schwarz. Das dritte Fühlerglied ist kürzer als das fünfte. Das Männchen besitzt einen roten Hinterleib. Die vorderen Ecken der schwarzen Flügeldecken der Männchen sind rot gefärbt. Die Weibchen weisen dagegen einen schwarzen Hinterleib auf. Ihre Flügeldecken sind gewöhnlich braungelb, nur in seltenen Fällen schwarz.

## Verbreitung
Die Bockkäfer-Art ist in Europa weit verbreitet. Sie fehlt lediglich in Nord-Europa, auf den Britischen Inseln sowie in Dänemark, dem Baltikum und Skandinavien. Im Osten erstreckt sich das Vorkommen über Kleinasien und den Kaukasus bis in den Mittleren Osten (Iran). Außerdem reicht es weiter nördlich über Sibirien bis in die Mongolei.

## Lebensweise
Die Bockkäfer beobachtet man von April bis Juni. In Deutschland steht die Art auf der Roten Liste in der Kategorie 2 (stark gefährdet). Ein Lebenszyklus dauert 2 bis 3 Jahre. Die Art ist polyphag. Die Larven entwickeln sich in verschiedenen Laubbäumen, insbesondere Eichen und Feldahorn.

## Taxonomie
Die Art wurde von Goeze als Cerambyx quercus erstbeschrieben. Sie ist Typusart der Gattung Anisorus Mulsant, 1862. Diese wird heute zumeist, einer Revision von Eduard Vives folgend, als Untergattung der Gattung Stenocorus aufgefasst.
In der Literatur finden sich folgende Synonyme:
- Cerambyx quercus Goeze, 1783
- Toxotus quercus (Goeze, 1783)
- Anisorus quercus (Goeze, 1783)
- Leptura baja Schrank, 1798
- Stenocorus dispar Panzer, 1797
- Toxotus dispar (Panzer, 1797)
- Leptura humeralis Fabricius, 1787
- Toxotus humeralis (Fabricius, 1787)

Es gibt mindestens zwei Unterarten:
- Stenocorus quercus aureopubens (Pic, 1908). Verbreitet im Kaukasus und im Nordosten der Türkei.
- Stenocorus quercus quercus

Die für Funde vom Peloponnes (Griechenland) vorgeschlagene Unterart Stenochorus quercus punctipennis Reitter, 1914 wird heute meist nicht mehr anerkannt.